# Fredrik Johansson
Pour les articles homonymes, voir Johansson.
Fredrik Johansson est un coureur cycliste suédois, né le 18 mars 1978 à Uppsala.

## Palmarès
- 1996
  - Champion des Pays nordiques du contre-la-montre juniors
- 2001
  - 3e de l'Östgötaloppet
- 2004
  - Grand Prix Ost Fenster
  - 3e du Tour du Brabant wallon
  - 3e du championnat de Suède du contre-la-montre
  - 3e du Circuit du Pévèle
  - 3e du Grand Prix Demy-Cars
- 2006
  - Boucles de la Marne
  - Grand Prix Demy-Cars
  - 2e du Grand Prix de la ville de Nogent-sur-Oise
  - 2e du Grand Prix Ost Fenster
  - 2e du Tour de la province de Namur
  - 2e de la Flèche du port d'Anvers
  - 3e du Grand Prix François-Faber
  - 3e de l'Internatie Reningelst
- 2007
  - Ronde de l'Oise
- 2008
  - 4e étape du Jelajah Malaysia
  - 3e du Jelajah Malaysia
- 2009
  - 4e étape de la Flèche du Sud
- 2015
  - U6 Cycle Tour

## Classements mondiaux
| Année           | 2005 | 2006 | 2007 | 2008 | 2009 | 2010  | 2011 | 2012 | 2013 |
| --------------- | ---- | ---- | ---- | ---- | ---- | ----- | ---- | ---- | ---- |
| UCI Asia Tour   |      |      |      | 102e |      |       |      |      |      |
| UCI Europe Tour | 632e | 123e | 332e | 812e | 554e | 1186e |      |      | 695e |